# Landruk
Landruk ist ein Dorf im Village Development Committee (VDC) Lumle im Distrikt Kaski in Nepal.
Es befindet sich südlich des Annapurna-Massivs auf der Ostseite des Flusstals des Modi Khola. Der Ort liegt auf einer Höhe von etwa 1650 m.
Das Dorf ist ebenso wie das Nachbardorf Ghandruk nach dem dort lebenden Volk Gurung benannt. Ein weiteres Nachbardorf ist Tolka.
Eine der bekanntesten Trekkingtouren Nepals, der Annapurna Circuit, führt durch diese Dörfer.
Mit rund 5000 Millimetern Niederschlag pro Jahr ist das Dorf das regenreichste in ganz Nepal. Durch das Annapurna Conservation Area Project wurde an der Mündung des Bachs Timulti Khola in den Modi Khola bei Landruk ein lokales, kleines Wasserkraftwerk mit einer Leistung von 35 kW installiert, sodass seither die Bevölkerung des Dorfes weniger Brennholz aus den Bergwäldern schlagen muss. Ghandruk hatte bereits Jahre zuvor einen ACAP-Generator erhalten.
Landruk ist umgeben von Reisterrassen auf den Berghängen und hatte im Jahr 2001 etwa 1000 Einwohner in 131 Haushalten, 200 Kinder im Schulalter und 3 Lehrer.

Landruk
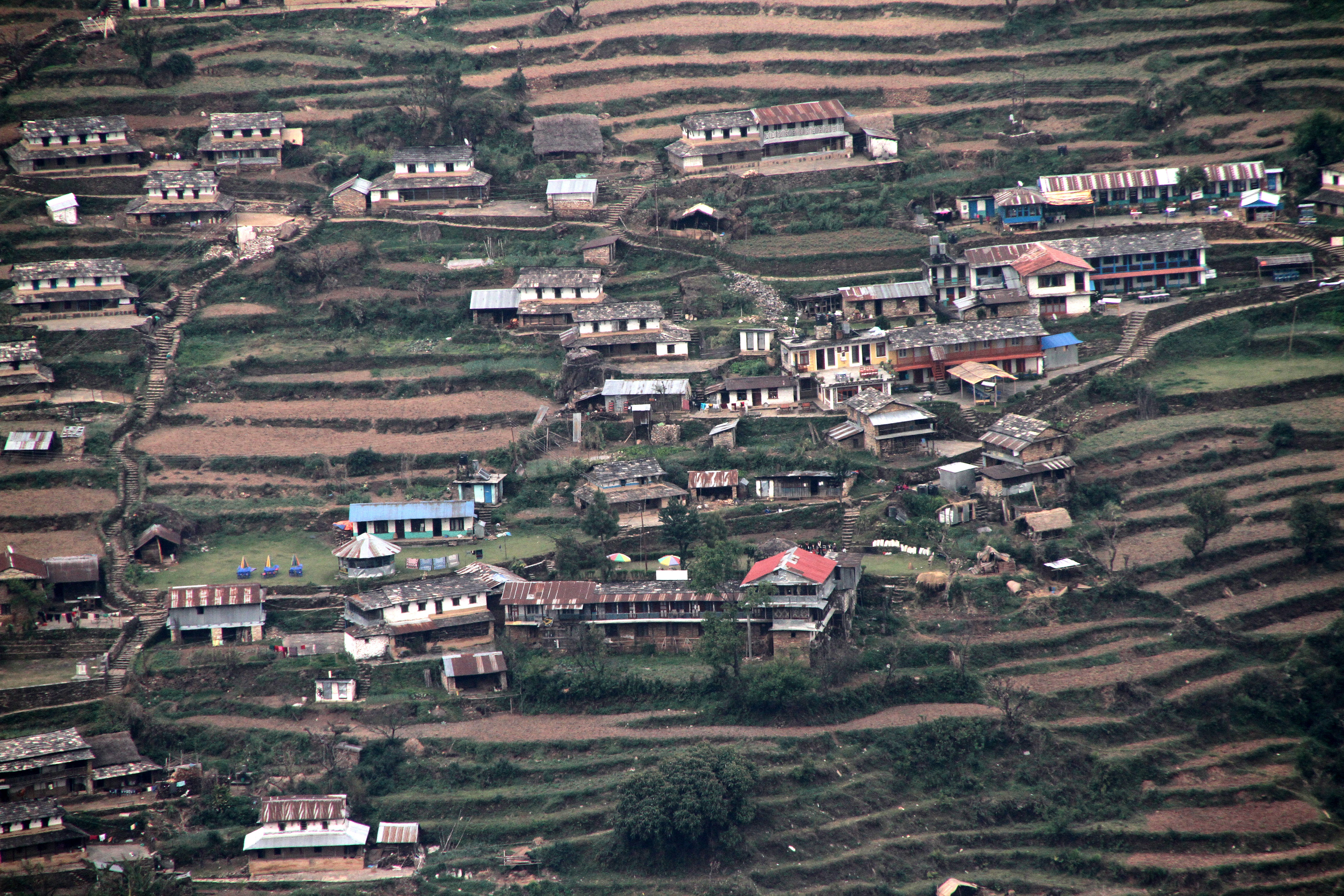
Landruk gesehen in Ghandruk
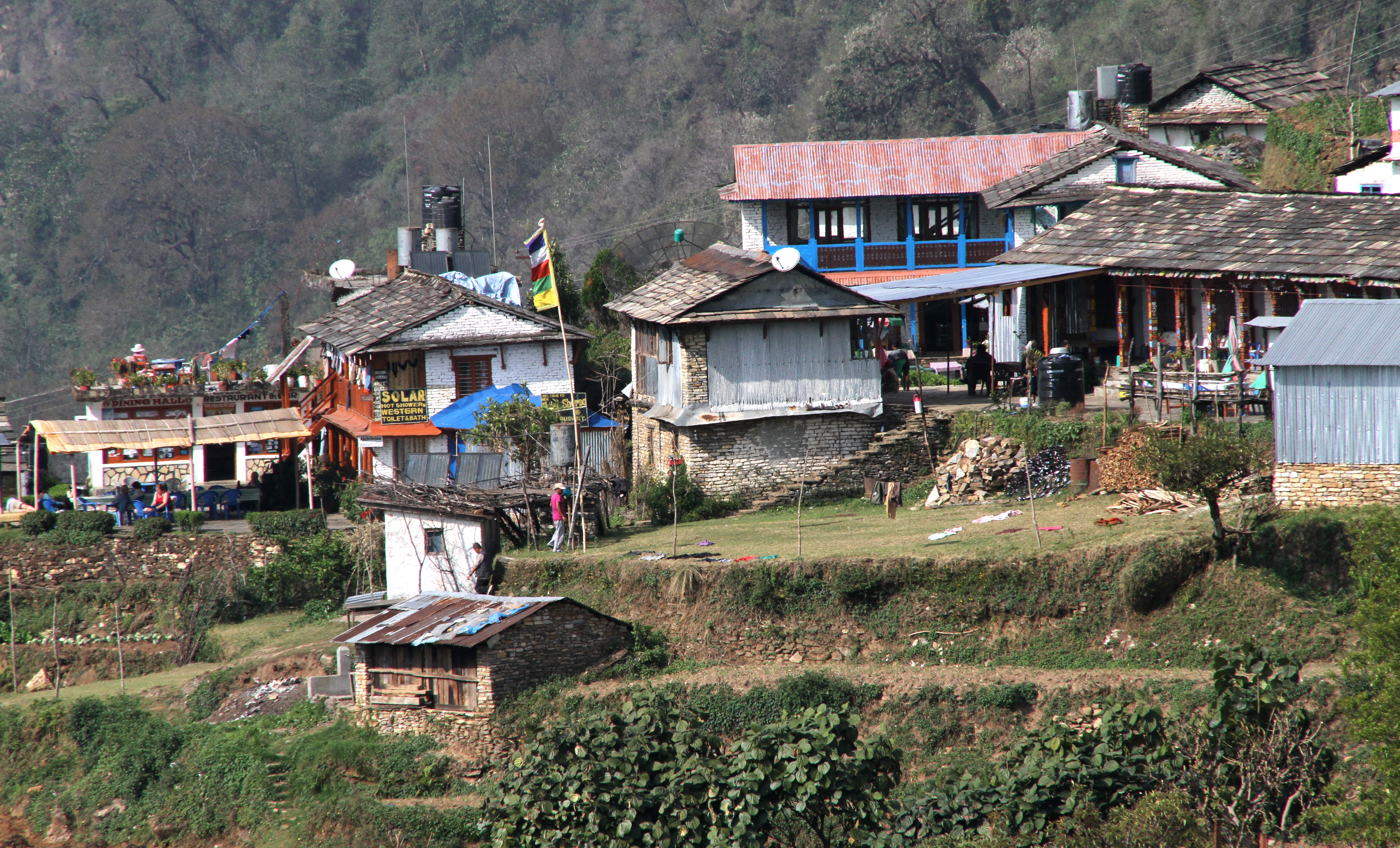
Hotel
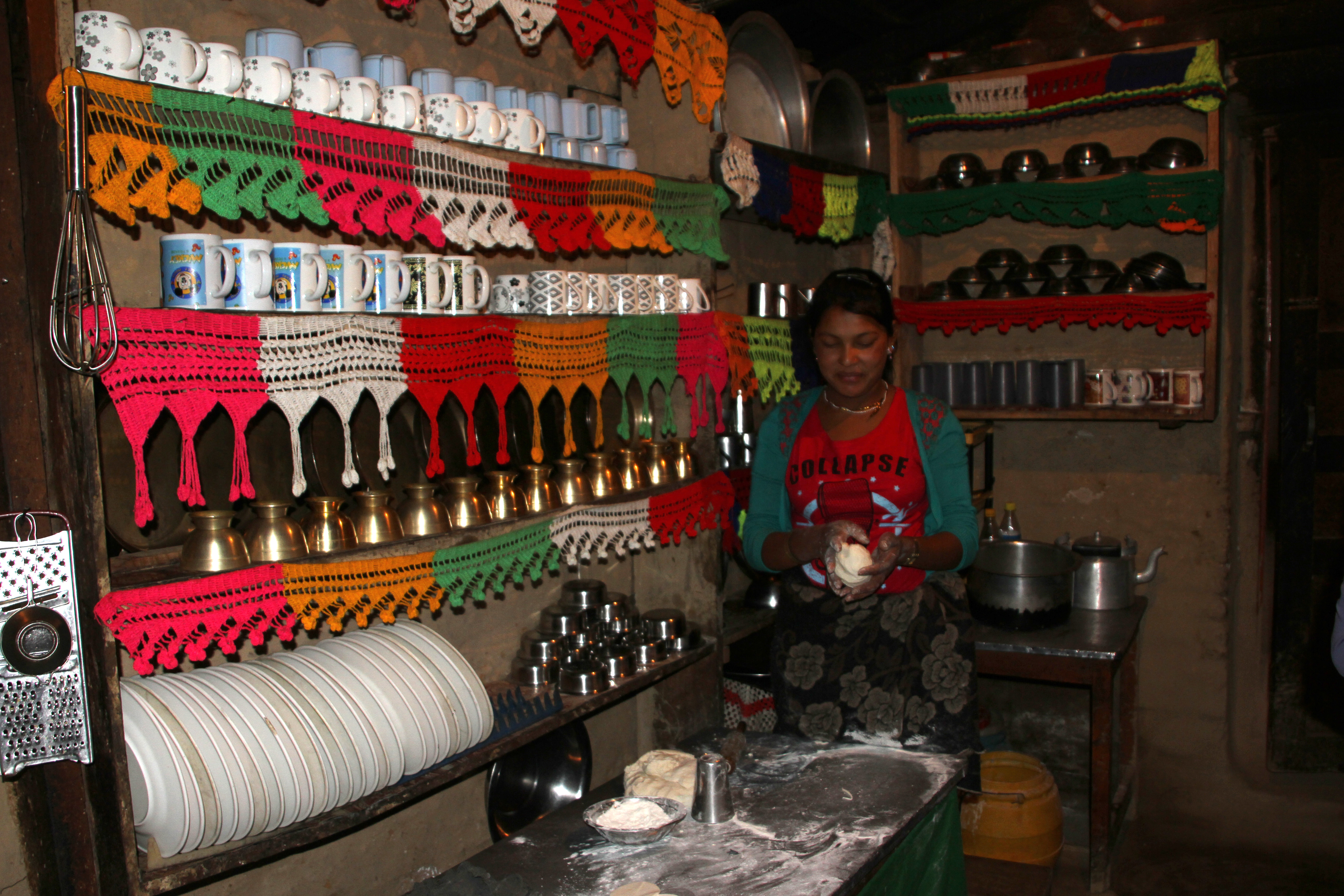
Hotelküche
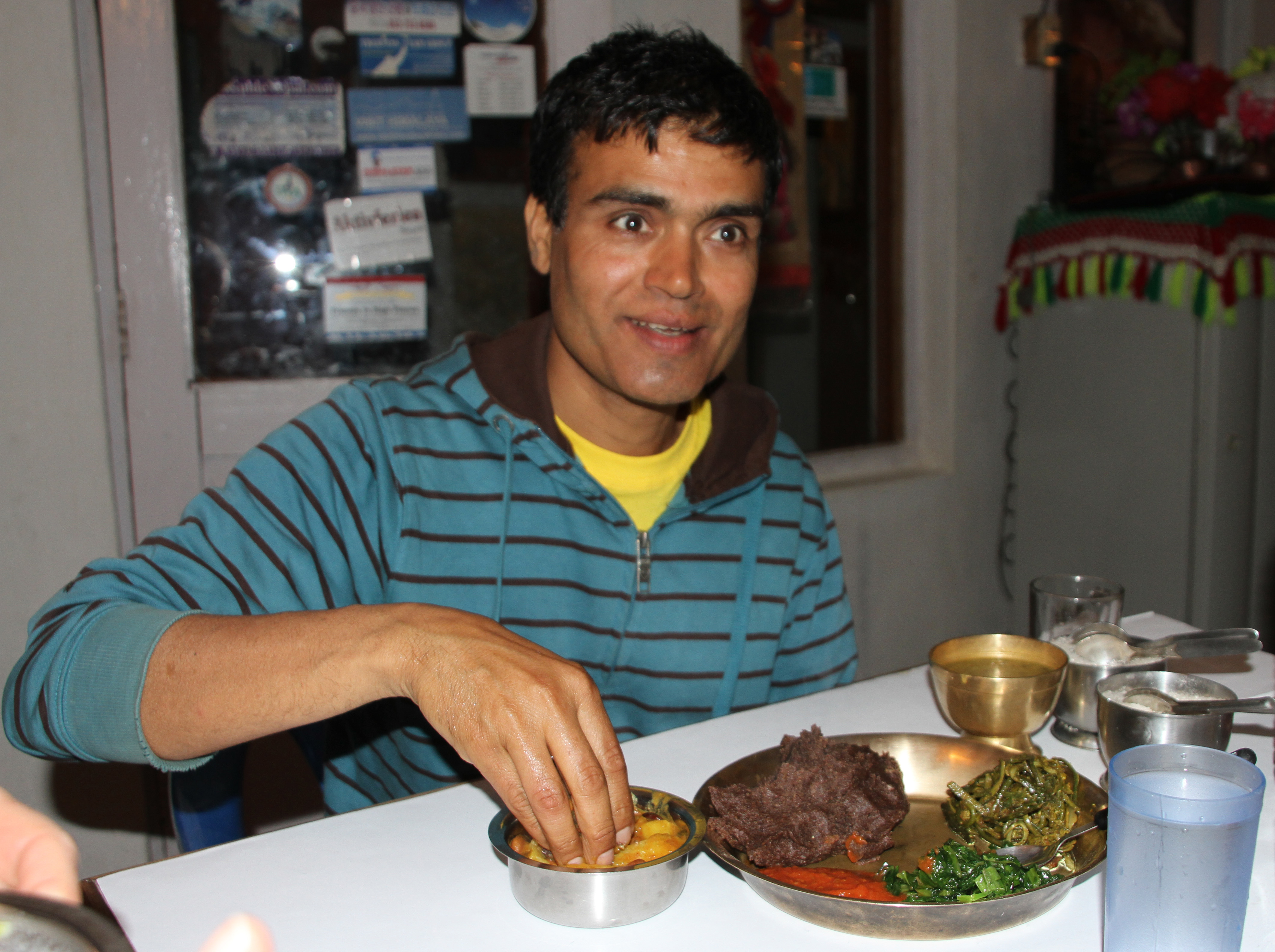
Guide demonstriert traditionelles Essen
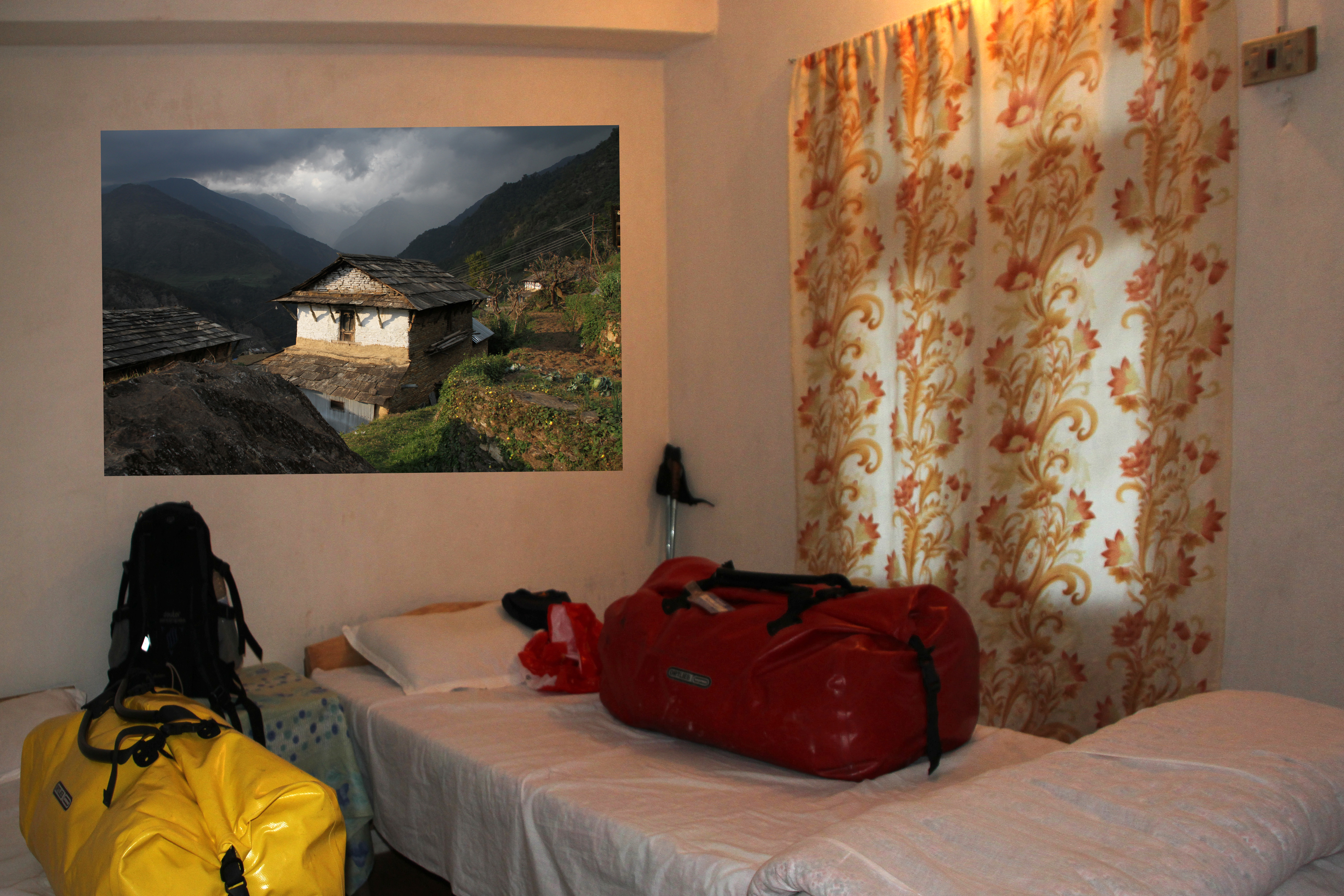
Zimmer mit Aussicht
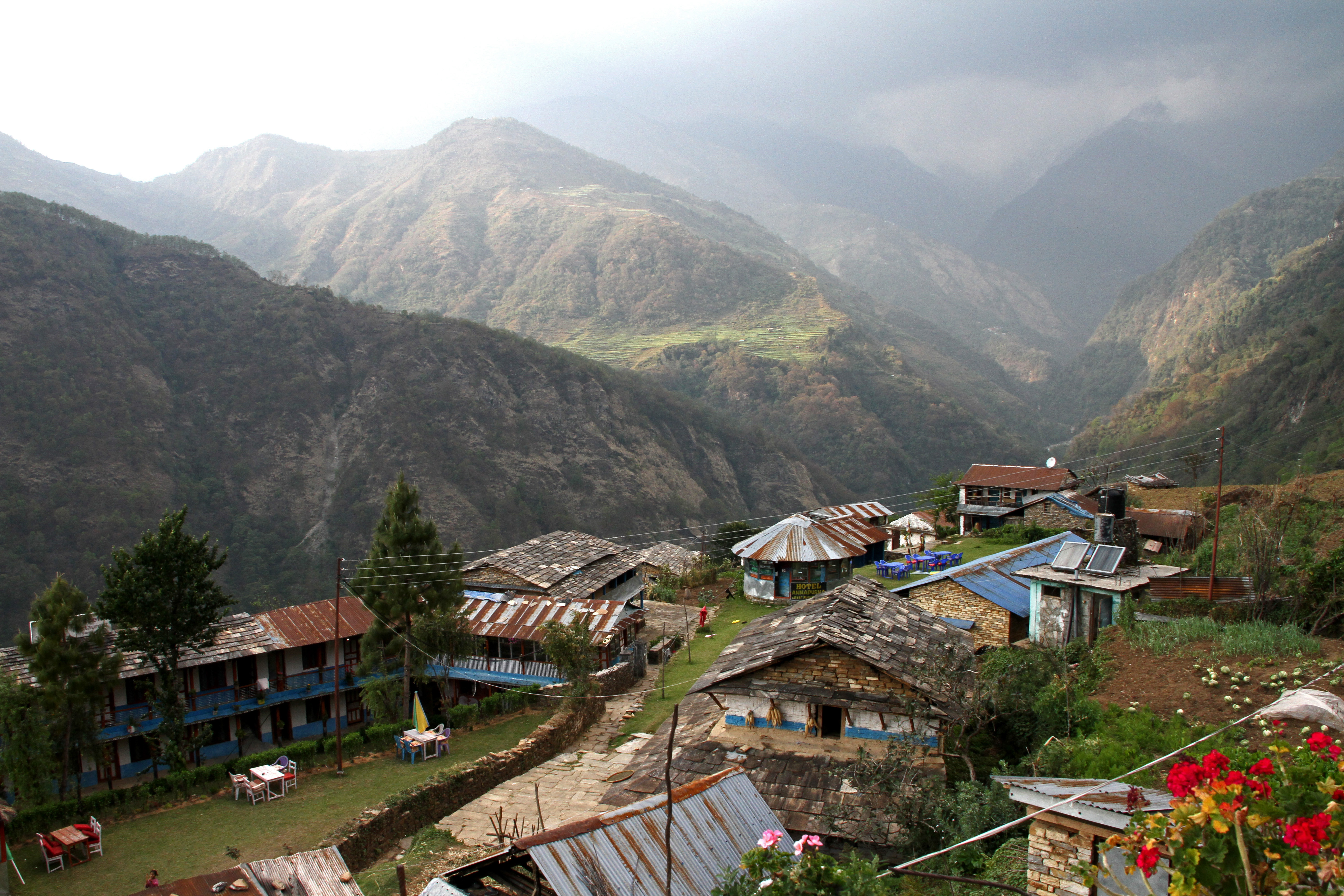
Aufziehendes Gewitter
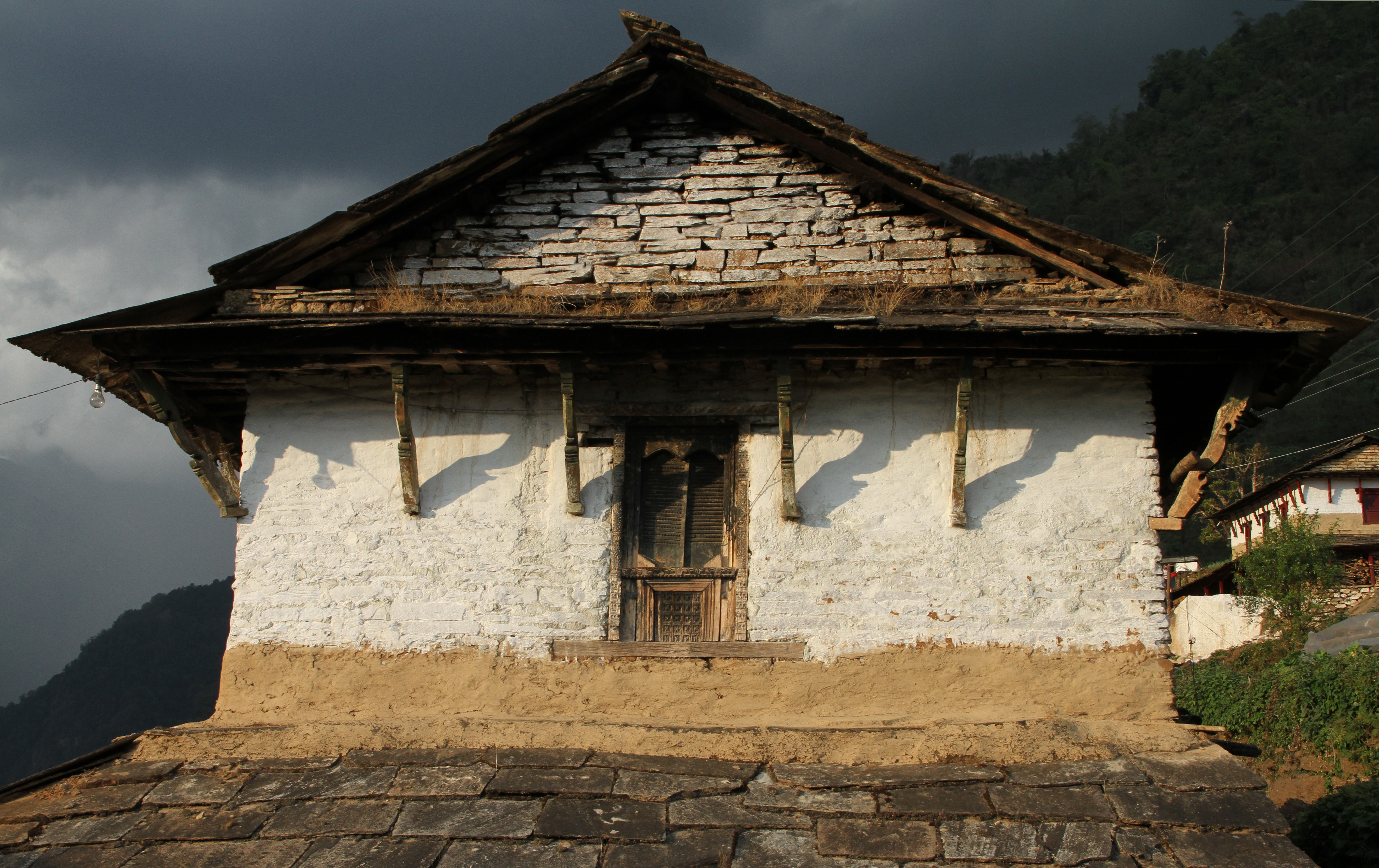
Traditionelles Haus
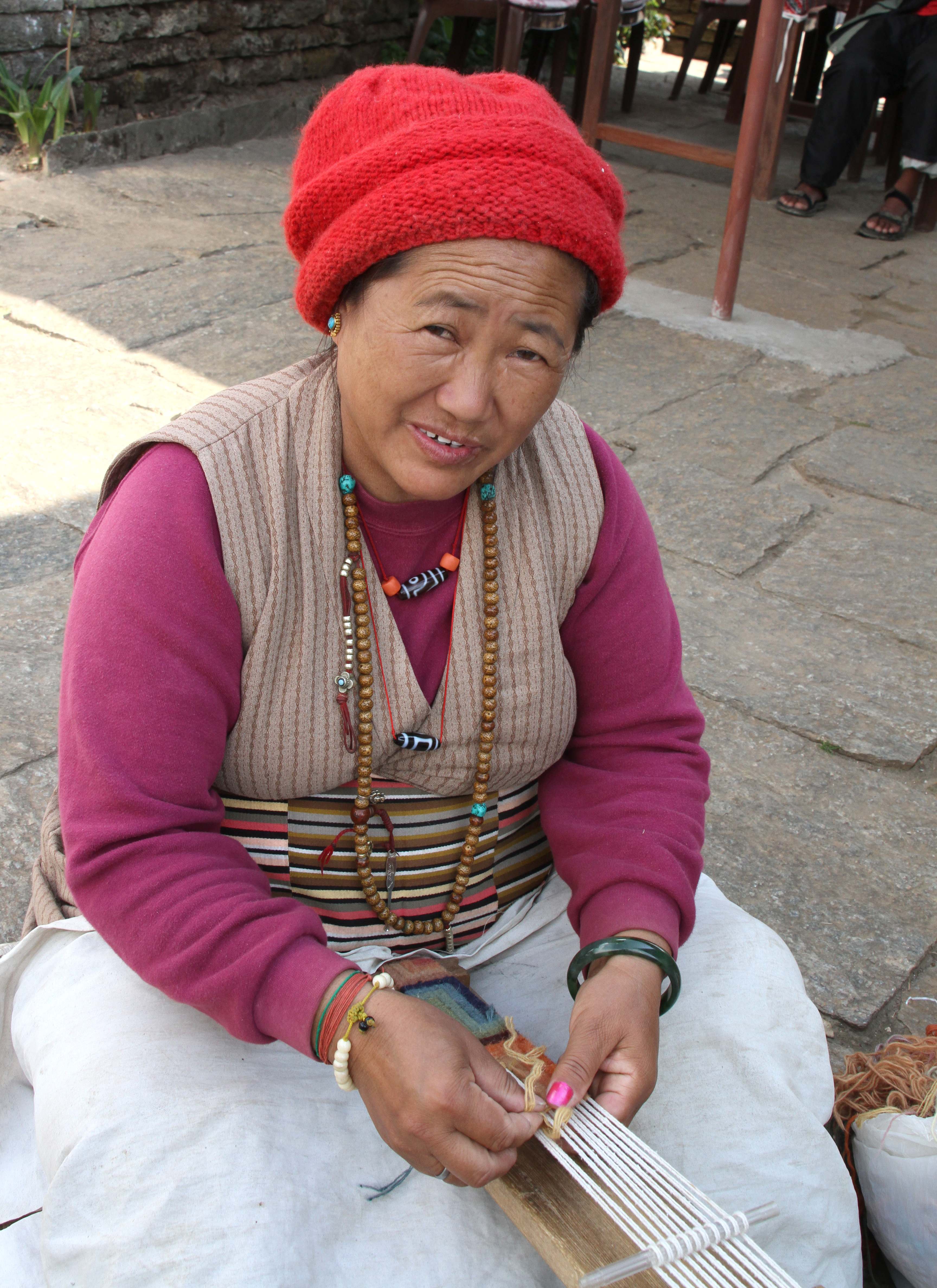
Weberin